# Vĩnh Vân
Vĩnh Vân (chữ Hán: 永鋆; 16 tháng 11 năm 1771 - 28 tháng 10 năm 1820), Ái Tân Giác La, là một Tông thất của nhà Thanh trong lịch sử Trung Quốc.

## Cuộc đời
Vĩnh Vân sinh vào giờ Mùi, ngày 10 tháng 10 (âm lịch) năm Càn Long thứ 36 (1771), trong gia tộc Ái Tân Giác La. Ông là con trai thứ tám của Thuần Thận Quận vương Hoằng Cảnh, mẹ ông là Trắc Phúc tấn Nhan thị (顏氏). Năm Càn Long thứ 43 (1778), tháng 2, phụ thân ông qua đời, ông được tập tước Thuần Thân vương (淳親王) đời thứ 3, nhưng Thuần vương phủ không phải thừa kế võng thế, nên ông chỉ được phong làm Bối lặc. Năm thứ 51 (1786), tháng 4, thụ chức Tán trật đại thần. Năm Gia Khánh thứ 3 (1798), tháng 7, nhậm Hộ quân Thống lĩnh, quản lý Tương Hoàng kỳ Giác La học (鑲黃旗覺羅學). Năm thứ 12 (1807), tháng 7, ông nhận mệnh trông coi Thanh Tây lăng. Đến năm thứ 15 (1810), tháng 7, ông hồi kinh. Năm thứ 20 (1820), ngày 22 tháng 9 (âm lịch), ông qua đời, thọ 50 tuổi.

## Gia quyến

### Thê thiếp
- Đích Phu nhân: Nữu Hỗ Lộc thị (鈕祜祿氏), con gái của Đại học sĩ Hòa Thân (和珅).
- Trắc thất: Kỷ thị (紀氏), con gái của Bảo Trụ (保住).
- Thứ thiếp: 
  - Chương thị (章氏), con gái của Bao y Tá lãnh Đức Thân (德申).
  - Võ thị (武氏), con gái của Đức Bảo (德保).
  - Triệu thị (兆氏), con gái của Minh Thiện (明善).
  - Vương thị (王氏), con gái của Bao y Quản lãnh Ấn Bảo (印保).
  - Thác Hoắc La thị (托霍羅氏), con gái của Kiêu kỵ giáo A Khắc Đôn (阿克敦).

### Con trai
1. Miên Toan (綿算; 1789 - 1794), mẹ là Đích Phu nhân Nữu Hỗ Lộc thị. Chết yểu.
2. Miên Thanh (綿清; 1791 - 1851), mẹ là Trắc thất Kỷ thị. Năm 1820 được tập tước Thuần Thân vương và được phong Bối tử. Có mười hai con trai.
3. Miên Thâm (綿濅; 1806 - 1871), mẹ là Thứ thiếp Triệu thị. Được phong làm Phụ quốc Tướng quân (輔國將軍) kiêm Nhị đẳng Thị vệ. Vô tự.
4. Miên Tiếp (綿爕; 1806 - 1811), mẹ là Thứ thiếp Thác Hoắc La thị. Chết yểu.
5. Miên Tuân (綿洵; 1806 - 1858), mẹ là Thứ thiếp Vương thị. Được phong làm Phụng ân Tướng quân (奉恩將軍). Có hai con trai.
6. Miên Tịnh (綿瀞; 1807 - 1859), mẹ là Thứ thiếp Võ thị. Được phong làm Phụng ân Tướng quân. Có một con trai.
7. Miên Thục (綿淑; 1807 - 1847), mẹ là Thứ thiếp Vương thị. Được phong làm Phụng ân Tướng quân kiêm Đầu đẳng Thị vệ. Có ba con trai.
8. Miên Điền (綿田; 1808 - 1808), mẹ là Thứ thiếp Triệu thị. Chết yểu.
9. Miên Anh (綿英; 1811 - 1811), mẹ là Thứ thiếp Chương thị. Chết yểu.
10. Miên Quý (綿貴; 1812 - 1814), mẹ là Thứ thiếp Chương thị. Chết yểu.

### Con gái
- Trưởng nữ, mẹ là Đích Phu nhân Nữu Hỗ Lộc thị, được phong làm Quận quân.